# Космос-805
Космос-805 (Янтарь-2К) — советский разведывательный спутник, нёсший на борту аппаратуру для оптической фотосъёмки. Был запущен 20 февраля 1976 года с космодрома «Плесецк».

## Запуск
Запуск «Космос-805» состоялся в 14:01 по Гринвичу 20 февраля 1976 года. Для вывода спутника на орбиту использовалась ракета-носитель «Союз-У». Старт был осуществлён с площадки 43/3 космодрома «Плесецк». После успешного вывода на орбиту спутник получил обозначение «Космос-805», международное обозначение 1976-018A и номер по каталогу спутников 08699.
«Космос-805» эксплуатировался на низкой околоземной орбите. По состоянию на 20 февраля 1976 года он имел перигей 181 километров, апогей 372 километров и наклон 67,2° с периодом обращения 89,7 минут.

## Инцидент
У одной из возвращаемых капсул спутника, которая должна была доставить на Землю отснятую фотопленку не взвелась парашютная система, в связи с этим  28 января 1976 года капсула разбилась об Землю. При отделении второй капсулы с фотоплёнкой 5 марта 1976 года в связи с  ненормальной работой привода компенсатора произошёл отказ порохового тормозного двигателя 11Д864, в результате чего в расчетное время капсула с орбиты не сошла.

## Космический аппарат
Спутник «Космос-805» соответствовал серии «Янтарь-2К» разработанной в ОКБ-1 С. П. Королёва (РКК «Энергия»). Данные спутники использовались для оптической разведки и несли на борту фотоаппаратуру «Жемчуг-4» и бортовую ЭВМ «Салют-3М». Отсек с аппаратурой возвращался после миссии на Землю, а для оперативной доставки на поверхность отснятых фотоматериалов космический аппарат имел два дополнительных возвращаемых отсека. Масса аппарата составляла примерно 6600 кг.